# HOW CLOSE YOU ARE
「HOW CLOSE YOU ARE」（ハウ・クロウス・ユー・アー）は、日本の声優・歌手である宮野真守の楽曲。2016年1月27日に通算13枚目のシングルの表題曲としてキングレコードよりリリースされ、宮野が主人公を演じるテレビアニメ『亜人』のエンディングテーマに起用されている。

## 背景
「HOW CLOSE YOU ARE」の原曲は2014年にCJ VANSTONとJin Nakamuraによって制作されており、宮野が11枚目のシングル「BREAK IT!」のカップリング曲「Magic」を収録するためにロサンゼルスを訪れた際に「日本から来た挑戦を称えるプレゼント」として送られた。
その後は発売すら未定だったが、宮野が『亜人』の製作サイドからエンディングテーマの依頼を受けたときに、大切な宝物として捉えていた本楽曲が『亜人』の世界観に適していると考え、起用されることになった。

## 制作
楽曲は絆をテーマに据えた内容になっており、「どんなに離れていても、君は僕のそばにある」というメッセージが込められている。原曲は歌詞が全て英語だったが、『亜人』とのタイアップが決定したことを受けて、新たにmartyらによって日本語の歌詞が書き起こされており、楽曲の主題と『亜人』の世界観を近づけるだけでなく、人間の持つ普遍的な愛を表現することが意識された。

## アートワーク・ミュージックビデオ
アートワークは『亜人』の世界観を踏まえて一筋の光で希望が表現されている。
「HOW CLOSE YOU ARE」のミュージック・ビデオは楽曲のテーマを男女の関係として捉えた上で制作されており、男性の心情が歌と竹内朋康によるギター、女性側の心情が高田彩佳によるコンテンポラリー・ダンスでそれぞれ表現されている。また、映像内には偶像などが取り入れられ、楽曲の持つ世界観がより芸術的なものとして作り込まれていると宮野は語っている。

## リリース
2016年1月27日にキングレコードより発売された。宮野のシングルとしては前作「シャイン」より約9ヶ月ぶりのリリースとなる。
シングルには表題曲に加えて、カップリング曲の「BLACK OR WHITE」と「Crazy Wonder Night」の計3曲が収録されている。
「BLACK OR WHITE」はSTYが制作したR&B、「Crazy Wonder Night」は空谷泉身が作詞、岡本武士が作曲・編曲を手掛けたロック調の楽曲となっており、それぞれ文化放送「宮野真守のRADIO SMILE」のオープニングテーマとエンディングテーマに起用されている。

## シングル収録曲
| #         | タイトル               | 作詞                            | 作曲・編曲               | 時間  |
| --------- | ---------------------- | ------------------------------- | ------------------------ | ----- |
| 1.        | 「HOW CLOSE YOU ARE」  | marhy、CJ VANSTON、Jin Nakamura | Jin Nakamura、CJ Vanston | 4:31  |
| 2.        | 「BLACK OR WHITE」     | STY                             | STY                      | 3:46  |
| 3.        | 「Crazy Wonder Night」 | 空谷泉身                        | 岡本武士                 | 3:56  |
| 合計時間: | 合計時間:              | 合計時間:                       | 合計時間:                | 12:14 |

## チャート
2016年2月8日付けのオリコン週間ランキングでは週間7位にランクイン。宮野のシングルとしては初めて連続でオリコンTOP10入りを果たした。
| チャート                                  | 最高 順位 | 出典   |
| ----------------------------------------- | --------- | ------ |
| 日本・オリコン 週間CDシングルチャート     | 7         | [ 3 ]  |
| 日本・オリコン デイリーCDシングルチャート | 2         |        |
| 日本・オリコン 月間CDシングルチャート     | 22        | [ 10 ] |
| Billboard Japan Hot 100                   | 16        | [ 11 ] |
| Billboard Japan Hot Animation             | 4         | [ 12 ] |
| Billboard Japan Hot Singles Sales         | 10        | [ 13 ] |
| こむちゃっとカウントダウン こむちゃーと   | 1         |        |